# Apple A14
Apple A14 Bionic è un System on a chip (SoC) a 64-bit progettato da Apple Inc in architettura RISC su base ARM e prodotto esclusivamente da TSMC con processo produttivo a 5 nm.
Il processo TSMC 5 nm è il passo generazionale successivo al precedente TSMC 7 nm con cui erano prodotti A12 Bionic e A13 Bionic.
Presentato nel keynote del 15 settembre 2020 per iPad Air di quarta generazione.

## Caratteristiche
Se confrontato con la precedente generazione (Apple A13 Bionic), il SoC Apple 14 si differenzia per ben 3,3 miliardi di transistor in più (portandosi da 8,5 a 11,8 miliardi di transistor complessivi) e, allo stesso tempo, porta con sé anche notevoli miglioramenti in termini di prestazioni e consumo energetico (mantenendo comunque invariato il numero di Core CPU, GPU e un raddoppio di Core in NPU).

### CPU
La CPU è di tipo Hexa-Core (HMP), progettata da Apple e suddivisa in:
- 2 Core prestanti dedicati all'alto carico (high)
- 4 Core efficienti dedicati al basso carico

### GPU
La GPU è di tipo Quad-Core, progettata da Apple;

### NPU
La NPU è di tipo Hexadeca-Core (16), progettata da Apple;

Questo coprocessore è progettato per specifici algoritmi di machine learning e consente il funzionamento del Face ID, Animoji e Memoji, oltre ad essere in grado di supportare la realtà aumentata grazie al framework ARKit di cui è dotato. È in grado di eseguire 11mila miliardi di operazioni al secondo.

## Prestazioni e benchmark
Le migliori prestazioni registrate da Apple A14 sono le seguenti:
|                         |                         |  |      |      |
| ----------------------- | ----------------------- |  | ---- | ---- |
| Apple A14 (Single-Core) | Apple A14 (Single-Core) |  | 1603 | 1603 |
|                         |                         |  |      |      |
| Apple A14 (Multi-Core)  | Apple A14 (Multi-Core)  |  | 4381 | 4381 |

## Dispositivi predisposti
- (2020): IPad Air (quarta

generazione)
- (2020): iPhone 12
- (2020): iPhone 12 Pro
- (2020): iPhone 12 Mini
- (2020): iPhone 12 Pro Max
- (2022): iPad 10